# Áo giáp tấm Gothic

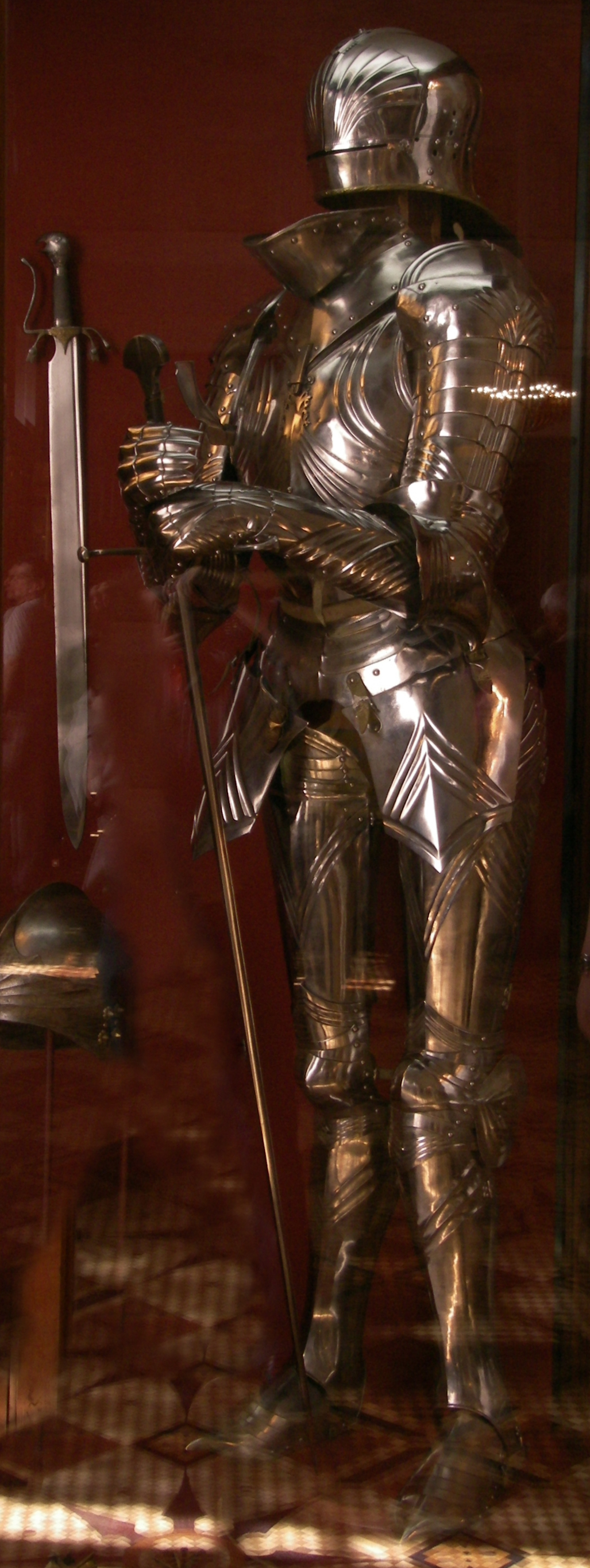
Áo giáp tấm Gothic

Áo giáp tấm Gothic (tiếng Đức: Gotischer Plattenpanzer) là một loại áo giáp tấm được làm bằng thép, có xuất xứ từ một số vùng lãnh thổ của nước Đức và Đế quốc La Mã Thần thánh trong giai đoạn hậu kì trung đại cuối thế kỷ thứ 15. Bộ giáp này che phủ gần như toàn bộ cơ thể của người mặc nó, thường là các hiệp sĩ. Kiểu áp giáp tấm che phủ cả thân thể này khá phổ biến ở châu Âu trong thế kỷ thứ 15 và đã gây nhiều ảnh hưởng đến các loại áo giáp tấm của Anh và Ý. Áo giáp tấm kiểu Gothic được coi là kẻ kế tục của áo giáp Kastenbrust (đầu thế kỷ 15). Kỹ nghệ làm áo giáp Gothic được đánh giá là đạt đỉnh cao tại các xưởng quân khí tại Augsburg, Nürnberg và Landshut.

## Mô tả
Bộ giáp Gothic thường khá thanh mảnh và được "chạm trổ" khá sặc sỡ. Chúng được làm từ thép. Phần ngực khá geschiftet và phần "ủng" bọc chân có đầu mũi dài nhọn giống như kiểu giày mũi nhọn thịnh hành thời đó. Người mặc sử dụng loại mũ nồi tên là salade với phần đuôi mũ dài nhọn để che đỡ ót. Loại mũ nồi này bảo vệ rất tốt phần đầu và mặt nhưng để hở phần cằm và cổ - vì vậy người mặc giáp cần phải mang thêm phần giáp che cổ và cằm gọi là giáp trước cổ (bevor). Các hiệp sĩ thường không mang giáp che cổ vì cho rằng chúng gây khó chịu cho việc hô hấp, tuy nhiên nhiều ý kiến cho rằng việc này đã khiến nhiều kỹ sĩ bỏ mạng do bị đánh hay đâm vào mặt. Như đã nói, bộ giáp này che phủ toàn thân và cung cấp mức độ bảo vệ tốt cho người mặc. Người hiệp sĩ thường mang kèm với nó một tấm khiên, vũ khí thường là kiếm song thủ, chùy, rìu chiến và nhiều loại vũ khí cận chiến chuyên dùng để đâm thủng giáp. Người mặc bộ giáp này cũng có thể cử động khá thoải mái và ít bị gò bó.
Vào thế kỷ thứ 16, loại áo giáp tấm Gothic lần lần được biến đổi thành áo giáp tấm có nếp máng (Riefelharnisch) hay áo giáp tấm kiểm Maximilian (Maximiliansharnischen). Đến thế kỷ thứ 19, mặc dù kiểu giáp tấm che phủ toàn thân không còn được dùng nữa, ở miền Nam Đức lại hình thành một kiểu giáp tấm có nhiều đặc điểm giống áo giáp tấm Gothic và cũng mang cùng tên gọi với nó. Man unterscheidet deutsche und italienische gotische Plattenpanzer. Hiện nay, những mẫu vật về áo giáp tấm Gothic nguyên bản còn lại rất ít.

## Hình ảnh

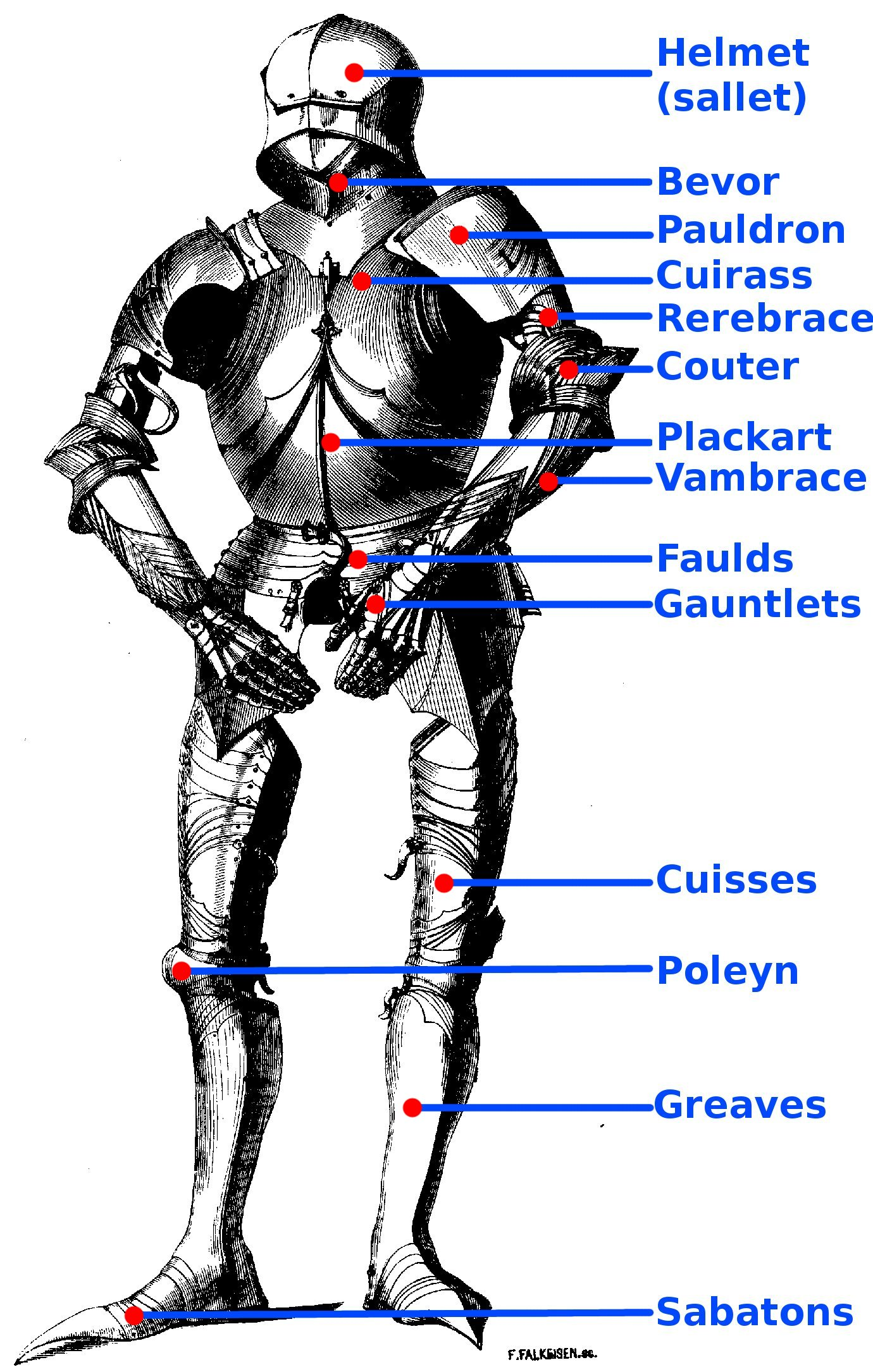
Cấu trúc một bộ áo giáp tấm Gothic
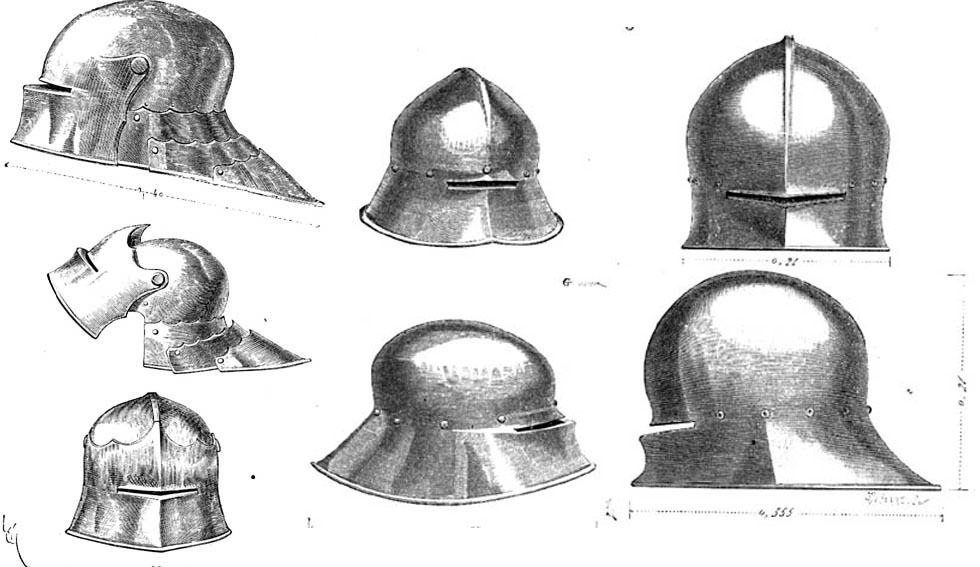
Mũ giáp Gothic, minh họa bởi Viollet Le-Duc
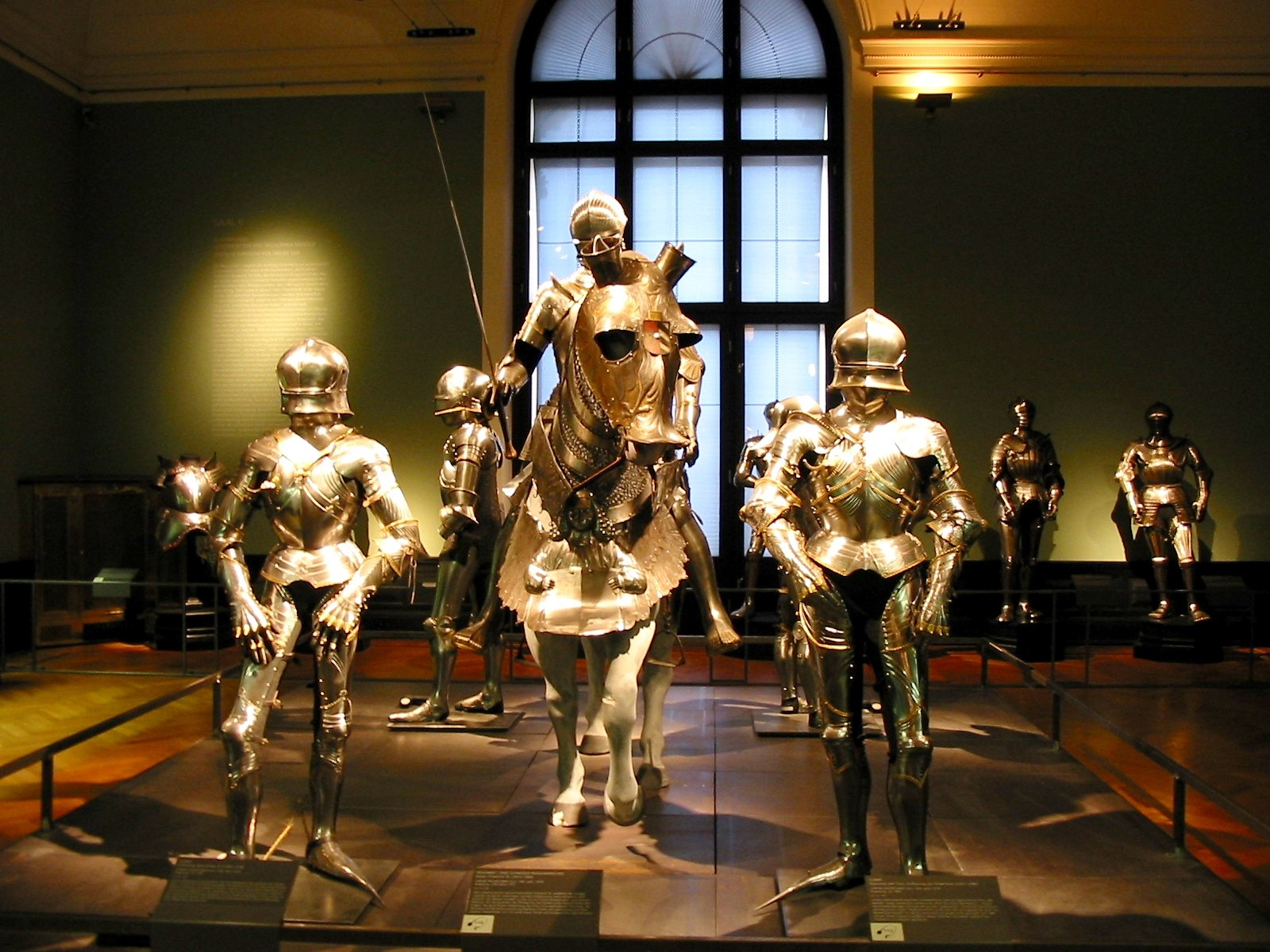
3 bộ giáp tấm Gothic tại Neue Burg ở Viên, Áo.
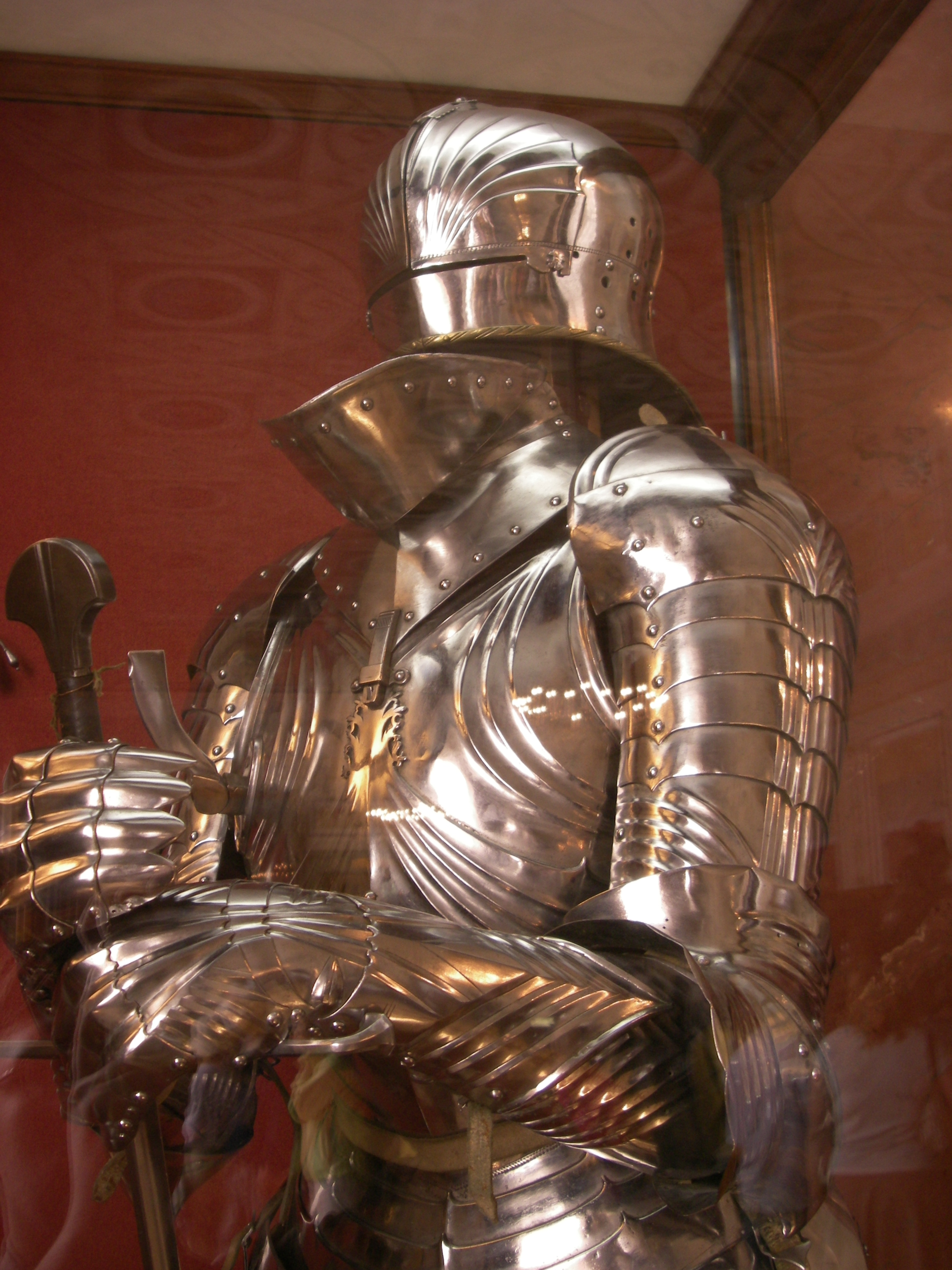
Một bộ áp giáp tấm Gothic với các nếp máng và gờ trên bề mặt giáp
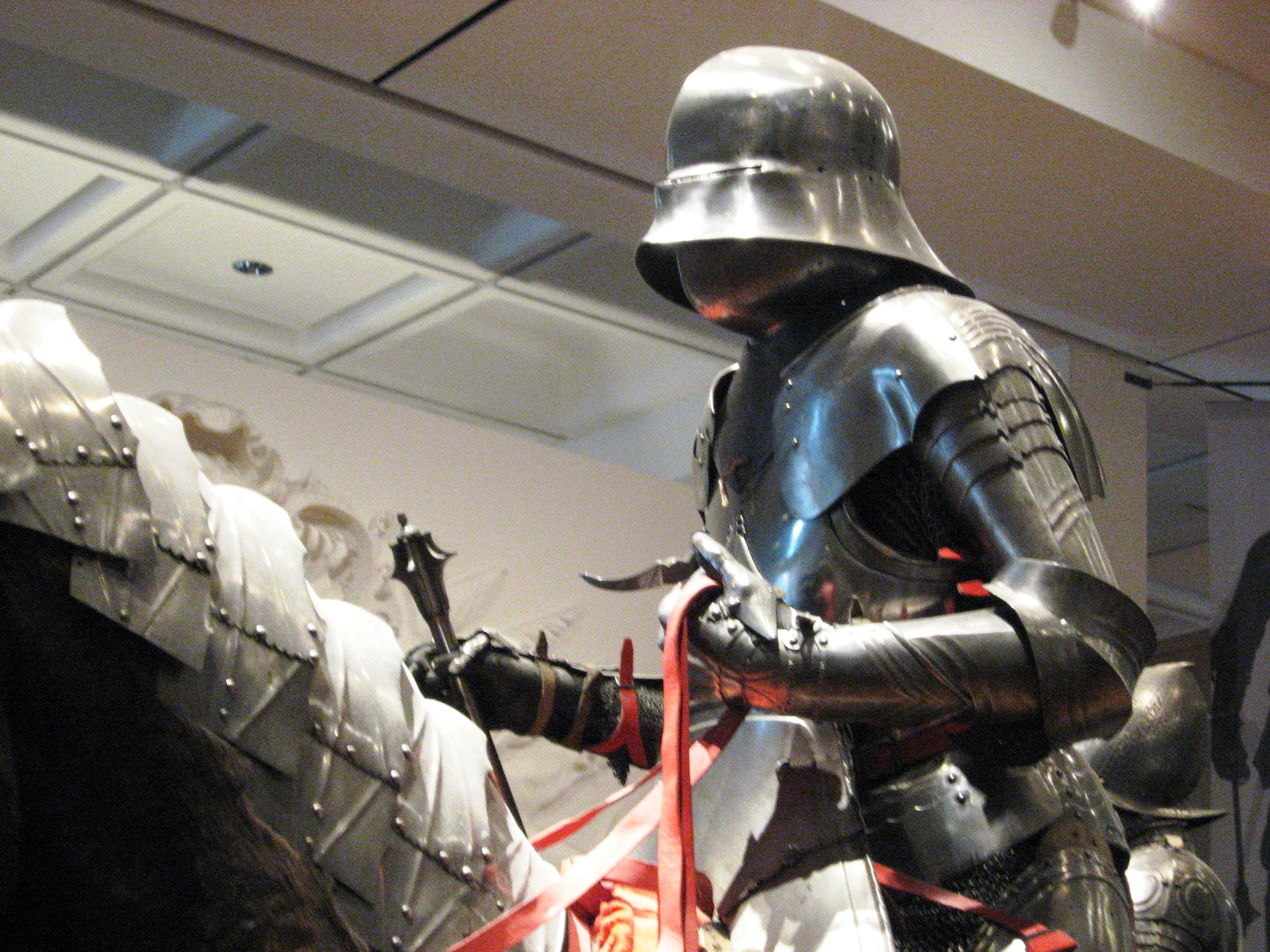
Bộ áo giáp tấm Gothic vào cuối thế kỷ thứ 15
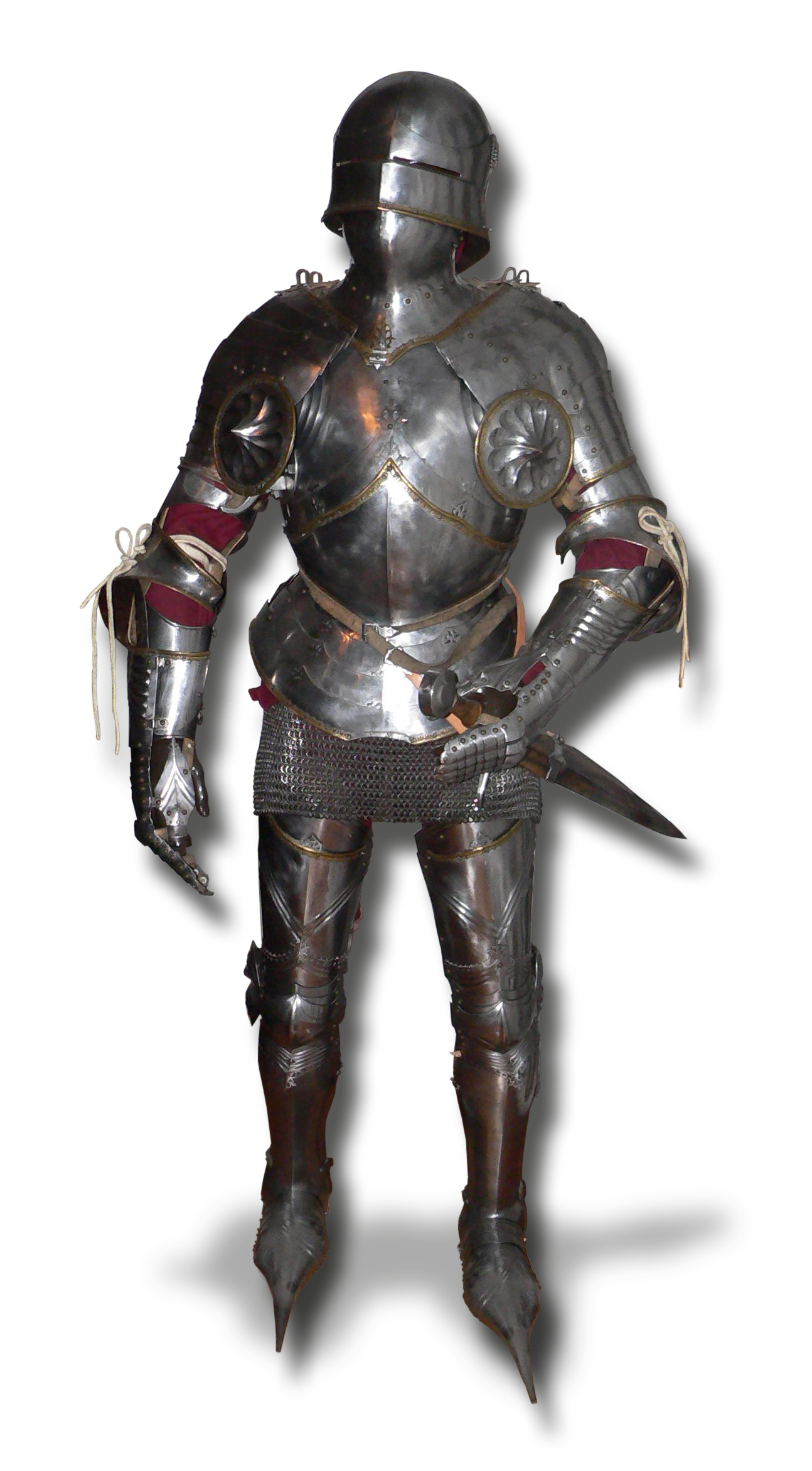
Bộ giáp Maximilian
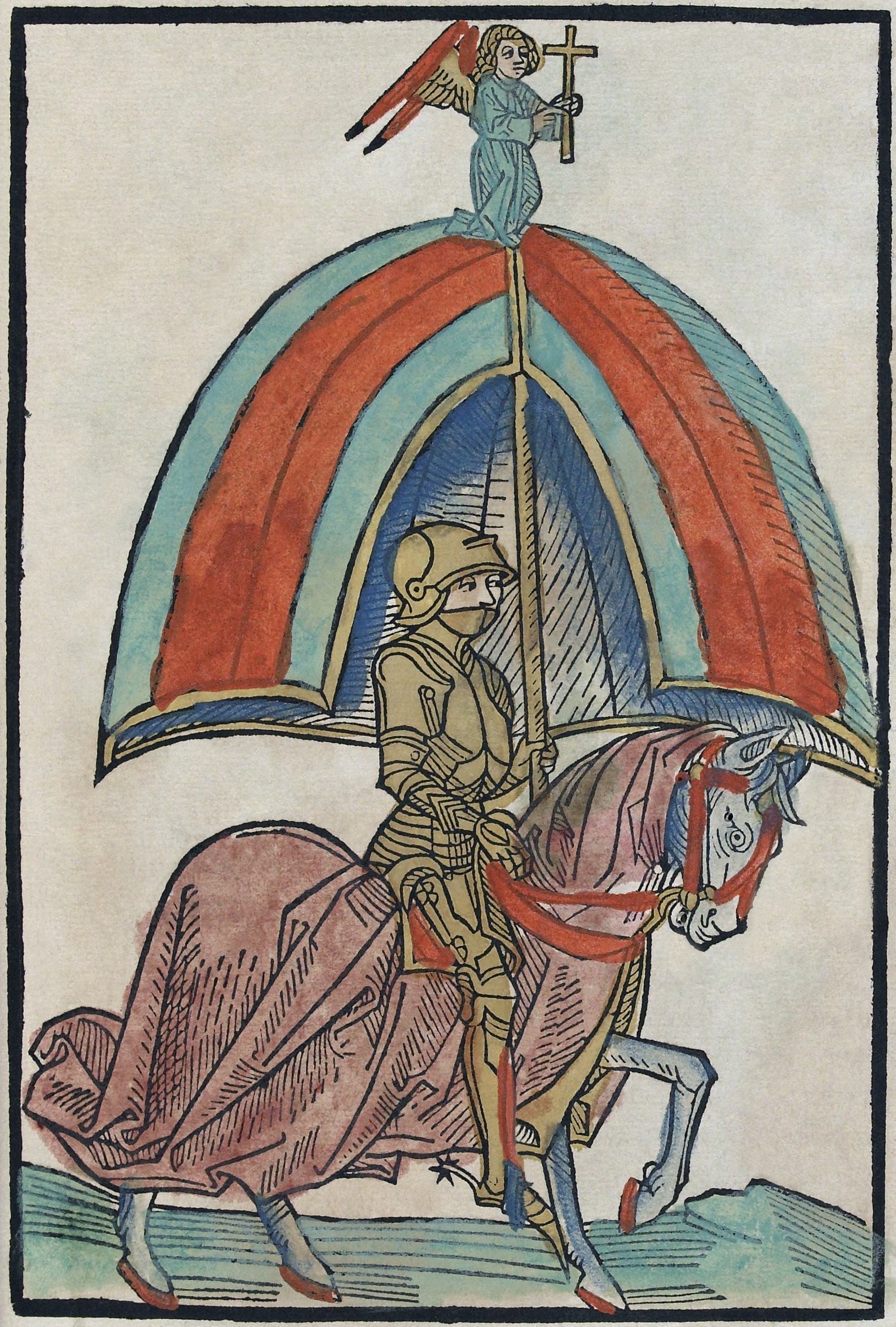
Hình vẽ bộ giáp tấm Gothic trong một tác phẩm xuất bản năm 1483